# Religiosas del Apostolado del Sagrado Corazón de Jesús
La Congregación de Religiosas del Apostolado del Sagrado Corazón de Jesús es una congregación religiosa católica femenina de vida apostólica y de derecho pontificio, fundada por el sacerdote jesuita español Valentín Salinero, el 18 de diciembre de 1891, en La Habana (Cuba). A las religiosas de este instituto se les conoce como apostolinas y posponen a sus nombres las siglas R.A.

## Historia
El presbítero español Valentín Salinero, estando de misionero en La Habana, Cuba, con la ayuda de un grupo de mujeres del Apostolado de la Oración, decidió fundar una Congregación, con el fin de entregar sus vidas para el servicio de Dios a través de obras apostólicas que diesen campo para regenerar la sociedad. Así, en un momento político bastante convulsionado, nace la Congregación el 18 de diciembre de 1891, con el nombre de Religiosas del Apostolado del Sagrado Corazón de Jesús. Poco tiempo después, Salinero fue trasladado a España, lo que permitió que el Instituto se extendiera por esa nación.
La obra de Salinas fue aprobada por como congregación de derecho diocesano, el 17 de diciembre de 1891 y la aprobación pontificia, el 13 de julio de 1913. Con la aprobación de la Santa Sede, el instituto conoció un periodo de expansión significativo, llegando a otras islas del Caribe, como: República Dominicana (1943) y Puerto Rico (1958). En la segunda mitad del siglo XX llegaron a Colombia y Venezuela.
A causa de la supresión de las comunidades religiosas en Cuba y de la confiscación de los bienes, las apostolinas se vieron obligadas a abandonar la isla y refugiarse en Puerto Rico y Estados Unidos. La casa general fue trasladada a España, en Madrid.

## Organización
La Congregación de Religiosas del Apostolado del Sagrado Corazón de Jesús es un instituto religioso de derecho pontificio centralizado, cuyo gobierno recae en la superiora general, a la que los miembros del instituto llaman Madre general. A ella, le coadyuva su consejo, elegido para un periodo de seis años. La sede central se encuentra en Madrid (España).
Las apostolinas se dedican al apostolado de la oración, especialmente a través de la educación de la juventud, en escuelas y en la catequesis. Su espiritualidad se centra en la devoción del Sagrado Corazón de Jesús. En 2015, el instituto contaba con unas 111 religiosas y 17 comunidades, presentes en Colombia, Cuba, España, Estados Unidos, Puerto Rico, República Dominicana y Venezuela.